# Caldera della Long Valley
La caldera di Long Valley è una caldera della California. Molti alberi in questa zona vengono abbattuti, tutti nelle prossimità del vulcano che domina la valle. La zona è soggetta al bradisismo ed è insieme a Rabaul e Pozzuoli uno dei tre esempi di questo fenomeno più esemplari al mondo.
La caldera si è formata circa 765.000 anni fa, quando un supervulcano produsse l'attuale fossa di 500 chilometri quadrati